# Thương mại Đại Việt thời Lý
Thương mại Đại Việt thời Lý phản ánh chính sách phát triển thương mại và hoạt động thương mại thời nhà Lý trong lịch sử Việt Nam.

## Đối tác
Thương cảng quan trọng nhất của Đại Việt là cảng Vân Đồn. Các đối tác chủ yếu của Đại Việt là Trung Quốc, Chiêm Thành, Trảo Oa tức đảo Java, Lộ Lạc tức vương quốc Lavo, Xiêm La - quốc gia vùng Mê Nam và Tam Phật Tề tức Srivijaya ở đảo Sumatra.
Năm 1012, khi Lý Thái Tổ đề nghị Tống Chân Tông cho thuyền Đại Cồ Việt đến buôn bán tại đất Tống, Chân Tông chỉ cho giới hạn tại trại Như Hồng (Khâm châu) như thời Tiền Lê trước đây. Các điểm buôn bán gọi là bạc dịch trường tại trại Hoành Sơn và Vĩnh Bình. Tại vùng biên giới, những người dân tộc thiểu số cũng qua lại buôn bán với nhau.

## Thương cảng và hàng hóa
Cảng Vân Đồn có vị trí rất quan trọng cho hoạt động ngoại thương, nằm trên trục hàng hải từ Trung Quốc xuống các nước Đông Nam Á. Ngoài ra, nơi này còn thuận lợi cho việc đỗ tàu thuyền. Ngoài Vân Đồn, vùng biển Diễn châu cũng là nơi có hoạt động ngoại thương phát triển.
Hàng hóa xuất khẩu của Đại Việt chủ yếu là thổ sản; hàng nhập khẩu bao gồm giấy, bút, tơ, vải, gấm. Các thương nhân Đại Việt thường mua trầm hương của Chiêm Thành để bán lại cho thương nhân người Tống.

## Chính sách và tiền tệ
Hoạt động buôn bán trong nước được tạo điều kiện khá thuận lợi. Tuy nhiên, đối với ngoại thương, để bảo vệ an ninh quốc gia, nhà Lý chỉ cho phép thương nhân nước ngoài buôn bán ở một số điểm nhất định, chịu sự kiểm soát của triều đình – chính sách này tương tự như chính sách của nhà Tống.
Thương mại phát triển bước đầu, nhu cầu trao đổi hàng hóa trong nước ngày càng tăng. Tiền do triều đình nhà Lý đúc ra không đáp ứng đủ nhu cầu lưu thông hàng hóa. Nhiều đồng tiền nhà Tống và thậm chí thời Đường vẫn được lưu hành trong nước.